# Интернет в Лаосе
Первый Интернет-провайдер в Лаосе появился в 2000 году, в 2002 году в стране насчитывалось около 10 тысяч пользователей Интернета. В последующее десятилетие Интернет в стране интенсивно развивался, в настоящее время Интернет-кафе компании Laonet имеются во всех крупных городах Лаоса. Стоимость доступа в Интернет составляет от 100 до 1000 кипов за минуту (приблизительно $0,01 — 0,1), в зависимости от удаленности от столицы. При этом компьютеры в интернет-кафе, как правило, старые, медленные и зачастую заражены вирусами.
Помимо этого, три основных лаосских мобильных оператора, предоставляющие prepaid-тарифы: ETL, TIGO LAO и M-Phone (торговая марка Lao Telecom) предоставляют доступ к мобильному Интернету по технологии GPRS (а Lao Telecom — также в стандарте 3G).
2 января 2001 года правительство Лаоса продало права на национальный домен верхнего уровня для Лаоса (.la) городу Лос-Анджелес. Регистрировать домены .la могут граждане и организации любой страны без ограничений.
По состоянию на конец 2010 года, около 7 % населения имело возможность подключения к глобальной сети.